# Q22
Q22 – kancelářský mrakodrap postavený v neomoderním stylu se nachází ve čtvrti Śródmieście ve Varšavě v Polsku, na křižovatce ulic Grzybowska a Jana Pavla II 22.

## Popis
Budova vysoká 195 metrů byla postavena na místě hotelu Mercure Fryderyk Chopin, který byl uzavřen 15. prosince 2011 a ve stejném měsíci byl koupen polskou společností Echo Investment za 31 milionů eur. Hotel byl postaven v roce 1991 a zbořen v roce 2012. Při jeho demolici byly všechny materiály recyklovány, výsledkem bylo 1 500 tun oceli a 25 000 tun betonového kameniva.
Administrativní budovu navrhlo studio APA Kuryłowicz & Associates ve spolupráci s Buro Happold Polska. Developerem stavby je polská společnost Echo Investment.
Písmeno „Q“ v názvu kancelářské budovy je odkazem na strukturu křemenného krystalu (ang. quartz), ze kterého pochází architektonická inspirace, přičemž číslo „22“ je součástí adresy nemovitosti.
Dodavatelem pláště budovy byla společnost Modzelewski & Rodek. Stavba byla zahájena v červnu 2013 a hodnota investice činí 500 milionů zlotých.
Budova sdružuje několik programových prvků a nabízí 50 000 m2 efektivních kancelářských ploch, zasedací prostory, obchody, kavárnu, restauraci a další služby. Součástí budovy je také pětiúrovňové podzemní parkoviště.
Stavba byla dokončena v říjnu 2014. Do užívání byla předána v červenci 2016.